# Liste der Kulturgüter in Neuendorf
Die Liste der Kulturgüter in Neuendorf enthält alle Objekte in der Gemeinde Neuendorf im Kanton Solothurn, die gemäss der Haager Konvention zum Schutz von Kulturgut bei bewaffneten Konflikten, dem Bundesgesetz vom 20. Juni 2014 über den Schutz der Kulturgüter bei bewaffneten Konflikten sowie der Verordnung vom 29. Oktober 2014 über den Schutz der Kulturgüter bei bewaffneten Konflikten unter Schutz stehen.
Objekte der Kategorie A sind im Gemeindegebiet nicht ausgewiesen, Objekte der Kategorie B sind vollständig in der Liste enthalten, Objekte der Kategorie C fehlen zurzeit (Stand: 1. Januar 2023).

## Kulturgüter
| Foto |                                                                       | Objekt                                       | Kat. | Typ | Standort                           | Beschreibung |
| ---- | --------------------------------------------------------------------- | -------------------------------------------- | ---- | --- | ---------------------------------- | ------------ |
| BW   | Datei hochladen · Wikidata zu Pflugerhaus (1604) (Q29881065)          | Pflugerhaus KGS-Nr.: 04615                   | B    | G   | Dorfstrasse 154 627203 / 239193    |              |
| ja   | Datei hochladen · Wikidata zu Pfarrkirche (Q29881063)                 | Pfarrkirche Maria Heimsuchung KGS-Nr.: 11200 | B    | G   | Dorfstrasse 84 626970 / 239124     |              |
| BW   | Datei hochladen · Wikidata zu Gerichtsstöcklein (Q29881058)           | Gerichtsstöcklein KGS-Nr.: 11201             | B    | G   | Chilchweg 2 626923 / 239043        |              |
| ja   | Datei hochladen · Wikidata zu Speicher (Q29881068)                    | Speicher KGS-Nr.: 11202                      | B    | G   | Dorfstrasse 95 627059 / 239208     |              |
| ja   | Datei hochladen · Wikidata zu Gasthaus Ochsen mit Scheune (Q29881055) | Gasthaus Ochsen mit Scheune KGS-Nr.: 11203   | B    | G   | Umgangweg 19 626952 / 239185       |              |
| BW   | Datei hochladen · Wikidata zu Kapelle St. Stephan (Q29881059)         | Kapelle St. Stephan KGS-Nr.: 13556           | B    | G   | St. Stefansweg 2 627246 / 239786   |              |
| BW   | Datei hochladen · Wikidata zu Untervogtshaus (Q29881069)              | Untervogtshaus KGS-Nr.: 13557                | B    | G   | Umgangweg 31 627041 / 239235       |              |
| ja   | Datei hochladen · Wikidata zu Pfarrhaus mit Pfarrscheune (Q29881060)  | Pfarrhaus mit Pfarrscheune KGS-Nr.: 13983    | B    | G   | Dorfstrasse 88, 86 626992 / 239133 |              |